# May-Len Skilbrei
May-Len Skilbrei, född 1971, är en norsk sociolog, kriminolog och genusvetare. Hon är professor i kriminologi vid Oslo universitet. Skilbreis forskning och skrivande har fokus på prostitution och människohandel i de nordiska länderna.

## Biografi
Skilbrei har sedan mitten av 1990-talet ägnat sig åt studier av kvinnors erfarenheter av prostitution och samhällets relaterade kontroll- och hjälpverksamhet. Under denna tid har sexbranschen i Norge internationaliserats, och Skilbrei har följt utvecklingen via olika forskningsprojekt omkring gränsöverskridande prostitution och människohandel. Hennes forskningsintressen har på senare år främst relaterat till sexuellt våld utifrån politiska, personliga och juridiska perspektiv.

### Akademisk karriär
Hon var åren 1998–2003 forskare vid Norsk institutt for forskning om oppvekst, velferd og aldring (Nova), ett statligt norskt forskningsinstitut baserat i Oslo. Hon avlade 2003 filosofie kandidatexamen i sociologi vid Oslo universitet, varefter hon övergick till en verksamhet som postdoktor vid universitetet. Under den tiden genomförde hon forskning omkring livet i prostitution för kvinnor hemmahörande i östeuropeiska länder, vid sidan av ett projekt runt nordisk prostitutionspolitik och situationen för afrikanska prostituerade i Norge. Norge har sedan 2009 en lagstiftning som kriminaliserar sexköp och som hämtat inspiration från Sveriges motsvarande lag från 1999.
Skilbrei har i norska medier beskrivits som en av landets ledande experter i ämnena prostitution och människohandel. Hon är ofta kritisk emot den officiella tolkningen av prostitutionsmarknaden i Norge, både före och efter kriminaliseringen av sexköp, liksom av dess bedömning av antalet människohandelsoffer i landet. Skilbrei har även skrivit runt den svenska lagstiftningen och utvecklingen på området, flera gånger i samarbete med svenska Charlotta Holmström. Skilbrei menar att området är erkänt svårtforskat, där flera bakgrundsfaktorer möjligen motverkar varandra. Hon menar att den stora flexibiliteten på marknaden kan innebära att en kriminalisering tvingar bort tillfällighetssäljare och -köpare, det vill säga människor med alternativ. Det kan förändra sammansättningen på marknaden, med mer folk som är i starkt behov av denna inkomst (oavsett eller kanske särskilt om de är offer för människohandel) eller inte bryr sig om att bli betraktade som brottslingar. Samtidigt innebär polisinsatser ökade svårigheter för hela branschen att verka.
Efter postdoktor-tiden vid Oslo universitet verkade hon under sju års tid som forskare och VD vid den privata Forskningsstiftelsen Fafo. Hon ledde tidigare den norska Foreningen for kjønnsforskning och var ledamot i styrelsen för flera andra norska organisationer med koppling till kvinno- eller genusforskning. Åren 2009–2013 var hon parallellt del av styrgruppen för forskarnätverket Eastbordnet, där hon medverkade till att utarbeta landsövergripande studier som jämförde statlig politik kring prostitution i olika europeiska länder. Mellan åren 2014 och 2022 var hon medlem av den statliga forskningsetiska kommittén för samhällsvetenskap och humaniora, och 2020–2023 fungerade hon som ordförande för Senter for tverrfaglig kjønnsforskning vid Oslo universitet. 2021/2022 var hon även medlem av Straffelovrådet, i samband med dess översyn av den norska lagbokens kapitel om sexualbrott.

### Redaktör och erkännande
Skilbrei har genom årens lopp verkat som redaktör för olika akademiska publikationer. Fram till 2019 fungerade hon som en av chefredaktörerna för Norsk Sosiologisk Tidsskrift, och hon har fortsatt som redaktör för bokserien Interdisciplinary Studies in Sex for Sale hos det akademiska förlaget Routledge. I början av 2020-talet var hon del av redaktionen för tidskrifterna Acta Sociologica och Nordisk Tidsskrift for Kriminalvidenskab.
2024 valdes Skilbrei in som medlem av Det Norske Videnskaps-Akademi.